# Calytrix creswellii
Calytrix creswellii là một loài thực vật có hoa trong Họ Đào kim nương. Loài này được (F.Muell.) B.D.Jacks. mô tả khoa học đầu tiên năm 1893.